# فيليب ألفورد
فيليب ألفورد (بالإنجليزية: Phillip Alford)‏ مواليد 11 سبتمبر 1948 في ألاباما، الولايات المتحدة، هو ممثل أمريكي بدأ مسيرته الفنية سنة 1962.

## الأعمال
- قتل طائر بريء
- ديزني لاند
- ذا فيرجينيان

## روابط خارجية
- فيليب ألفورد على موقع IMDb (الإنجليزية)
- فيليب ألفورد على موقع الموسوعة البريطانية (الإنجليزية)
- فيليب ألفورد على موقع ألو سيني (الفرنسية)
- فيليب ألفورد على موقع أول موفي (الإنجليزية)
- فيليب ألفورد على موقع قاعدة بيانات الأفلام السويدية (السويدية)
- فيليب ألفورد على موقع قاعدة بيانات الفيلم (الإنجليزية)
- فيليب ألفورد على موقع كينوبويسك (الروسية)